# Athyrium filix-femina

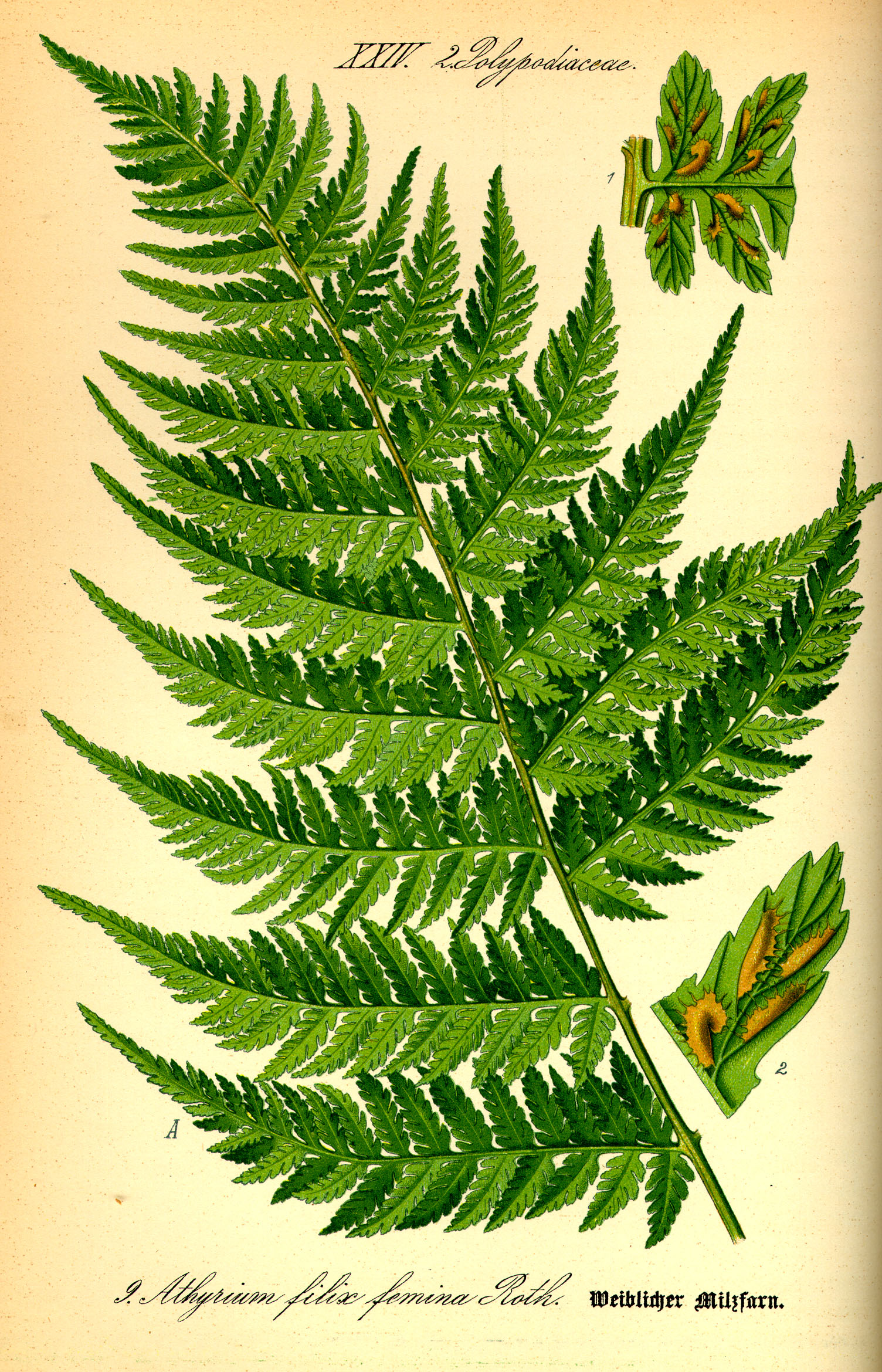
Il·lustració del

Athyrium filix-femina és una espècie de falguera de la família Athyriaceae, present als Països Catalans.

## Nom comú
Athyrium filix-femina es coneix popularment com a falguera femella, per bé que una altra espècie, Pteridium aquilinum, també rep aquest nom en algunes contrades.
El nom de falguera femella fa referència a les seves estructures reproductives (sori) encobertes de manera al·legòricament femenina. Alternativament, és anomenada femenina a causa del seu aspecte elegant.

## Característiques
Athyrium filix-femina és dividida habitualment entre dues espècies, A. angustum (falguera femella estreta) i A. asplenioides (falguera de senyora del sud). La falguera de senyora del sud té una fronda més ampla, especialment a la base.
Ambdues espècies tenen les frondes sorgint d'un punt central en comptes de sorgir al llarg d'un rizoma. La fronda caducifòlia és lleugerament groc-verd, té 20–90 centímetres de llargada i 5-25 cm d'ample. Els sori apareixen com a punts en la part inferior de les frondes, 1-6 per pínnula. Les espores són grogues en A. angustum i marró fosc en A. asplenioides.

## Història natural
Abunda a la major part de l'hemisferi nord temperat, on és corrent en boscos humits i ombrívols. També és habitual el seu cultiu per a decoració.

## Cultiu i usos
Aquesta planta ha obtingut el premi de la Societat Hortícola Reial de Mèrit de Jardí.
Els rizomes i les frondes joves són verinoses quan són crues, però comestibles després de ser cuinades.